# Алекса Шантић
Алекса Шантић (Мостар, 27. мај 1868 — Мостар, 2. фебруар 1924) био је српски песник и академик. Родом је из Мостара где је провео већину живота и песничког стваралаштва.

## Биографија
Рођен је у Мостару, од оца Риста и мајке Маре, где је провео већину живота. Отац му је умро у раном детињству, па је живео у породици стрица Миха званог „Аџа“. Имао је два брата, Јефтана и Јакова, и једну сестру Персу, док му је друга сестра, Зорица, умрла још као беба. Пошто је живео у трговачкој породици, укућани нису имали довољно разумевања за његов таленат. Завршио је трговачку школу у Трсту и Љубљани, потом се вратио у Мостар.
Из Трста се вратио у Мостар 1883. године и ту затекао „необично мртвило“, које је било последица „недавног угушеног херцеговачког устанка против Османског царства“, како пише о њему Владимир Ћоровић. Био је „прво време прилично повучен“, водио књиге у очевој трговини и читао „листове и књиге до којих је могао у Мостару доћи“. Неколико година касније започео је свој књижевни и друштвени рад.
Највећа дела стварао је крајем 19. и почетком 20. века. Узори су му били српски писци Војислав Илић и Јован Јовановић Змај, а од страних је највише поштовао Хајнриха Хајнеа. У његовим песмама има емоционалног бола, родољубља, љубавне чежње и пркоса за национално и социјално угрожен српски народ.
Године 1887, постао је сарадник „Голуба“, затим „Босанске виле“, „Нове Зете“, „Јавора“, „Отаџбине.“ Био је 1888. оснивач и председник Српског певачког друштва „Гусле“, које узима за програм неговање песме и развијање националне свести. Затим је изабран за првог потпредседника мостарског пододбора „Просвете“. Године 1896. када је покренута „Зора“ био је један од њених првих уредника.
Године 1902, отишао је у Женеву, али је тамо једва „издржао три недеље; у наивној песми „Ја не могу овде“ он је простосрдачно завапио како не може да поднесе туђину“. 1907. Мостар га је изабрао „као једног од своја четири представника“ за прву скупштину Народне организације. 1908. је „почео да озбиљно поболевати, најпре од камена у бубрезима, а после, иза Светског рата, од тобопарализе.“ „За време анексионе кризе био је, са Светозаром Ћоровићем и Николом Кашиковићем, пребегао у Италију и ставио се на расположење српској влади, као што ће то поновити и 1912. године, на почетку Балканског рата“
Купио је 1910. вилу у Борцима код Коњица, где је живео 1913. године када су га аустроугарске власти протерале из Мостара.
У току Првог светског рата затворен је као талац и „у два пута понављаној парници“ оптуживан због својих песама. По завршетку рата изабран је у Мостару за члана Српског одбора.
За време његовог живота књижевна критика је истакла два „основна и јака“ осећања у његовој поезији. Прво осећање је „жарка љубав према своме народу“. Од почетка то осећање јавља се, углавном, у три вида: као понос јуначком прошлошћу, као протест против мучне садашњости и као вера у бољу будућност до које ће се доћи кроз борбу и победу која ће представљати васкрснулу прошлост.
Протест против мучне садашњости, као један од видова у којима се изражава родољубиво осећање, налази се често у Шантићевим песмама. Једна од њих је указивање на тешку народну беду проузроковану непријатељским пљачкањем - као, на пример, у песми „О, класје моје“ из 1910. године:
Сву муку твоју, напор црна роба

појешће силни при гозби и пиру,

а теби само, ко псу у синџиру,

бациће мрве... О, срам и грдоба!
Други исказ протеста је оптуживање „обешчашћеног и кукавног доба“. То оптуживање одмерено је према јуначкој прошлости и према захтевима будућности која је такође одређена јуначком прошлошћу. У том духу је, на пример, песма из 1908. године која почиње стихом „Обешчашћено и кукавно доба“.
Шантић је доста писао и љубавну поезију, али она је код њега углавном сетна и одише чежњом. Таква је, на пример и песма Једна суза:
И кобна мисо морит ме стаде:

што моја ниси и што смирај дана

не носи мени звијезде, но јаде?

Вај, вјетар хуји... а ја мислим на те,

И све те гледам кроз сузу што лије,

Гдје береш слатке, распукле гранате.
Током живота је објавио велики број песама, а од дела се издвајају: „Хасанагиница“, „На старим огњиштима“, „Анђелија“, „Немања“ и „Под маглом“. Најпознатије његове песме су: „Емина“ (1903), „Не вјеруј“ (1905), „Остајте овдје“ (1896), „Претпразничко вече“ (1910), „Што те нема?“ (1897), „Вече на шкољу“ (1904), „О класје моје“ (1910), „Моја отаџбина“ (1908), „Ми знамо судбу“ (1907), „Бока“ (1906), „Под крстом“ (1906), „Ковач“ (1905).
Изабран је за дописног члана Српске краљевске академије 3. фебруара 1914.
Умро је од туберкулозе у Мостару 2. фебруарa 1924.

## Српски културни покрет
Заједно са Светозаром Ћоровићем и Јованом Дучићем, Шантић је био следбеник романтизма Војислава Илића и међу најзначајнијим вођама културног и националног покрета херцеговачких Срба.
Шантић и Ћоровић су намеравали да оснују часопис за српску децу под називом „Херцеговче“, не само за српску децу из Херцеговине, већ и за сву српску децу.
Шантић је био један од запажених чланова српског културног друштва Просвјета. Химну друштва написао је Шантић.
Шантић је председавао Српским певачким друштвом „Гусле“ основаним 1888. године. У овом друштву Шантић је био не само председник, већ и главни певач хора, композитор и предавач. Часопис за књижевност „Зора“ излазио је под покровитељством „Гусле“. Шантић је постао главни уредник овог часописа „Зора“ (Зора; 1896–1901) у издању Српског културног друштва у Мостару, једног од најважнијих друштава која су се борила за очување српске културне аутономије и националних права. „Зора“ је постала један од најбољих српских часописа о књижевности. Часопис Зора окупио је српске интелектуалце који су тежили побољшању образовања српског становништва неопходног за постизање економског и политичког напретка.
Шантић је 1903. био међу оснивачима Српског гимнастичког друштва „Обилић“.
У том својству дошао је у фокус живота овог региона који је, својом културном и националном свешћу, тврдоглаво противио немачком Културтрагеру. У пролеће 1909. године, због босанске кризе изазване анексијом Босне и Херцеговине од стране Аустроугарске, Шантић је морао да побегне у Италију заједно са Николом Кашиковићем и Ћоровићем. Породица Шантић је 1910. године купила ладањску кућу у селу Борци, надомак Коњица, од аустроугарског барона Бенка који ју је саградио 1902. године.
Производ његове патриотске инспирације током балканских ратова 1912–1913 је књига „На старим огњиштима“ (1913). Шантић је припадао песницима који су написали читаве збирке песама славећи победе Војске Краљевине Србије током балканских ратова, укључујући "На обали Драча" , која велича ослобођење древног града који је некада био део српског Царства под краљем Милутином. Дана 3. фебруара 1914. Шантић је постао члан Српске краљевске академије (преседан савремене Српске академије наука и уметности).
Током Првог светског рата Аустријанци су га узели за таоца, али је преживео рат. Шантић се преселио из Мостара у Борце код Коњица 1914. године када је сумњиво градско српско становништво Мостара евакуисано из града. Аустријски гувернер у Сарајеву забранио је 13. новембра 1914. Шантићеву збирку песама "Пјесме" објављену 1911.
Шантић је био плодан песник и писац. Написао је скоро 800 песама, седам позоришних представа и нешто прозе. Многи списи су били висококвалитетни и имали су за циљ да критикују установу или да заступају различита социјална и културна питања. На њега је снажно утицао Хајнрих Хајне, чија је дела преводио. Његови пријатељи и вршњаци на пољу културе били су Светозар Ћоровић, Јован Дучић и Милан Ракић. Једна од његових сестара, Радојка (Перса) удала се за Светозара Ћоровића. Историчар књижевности и критичар Еуген Штампар веровао је да је Шантић припадао групи српских песника који су покушавали да привуку босанске муслимане ка српском национализму.

## Наслеђе
Алекса Шантић је село у Србији названо по овом песнику. Приказан је и на конвертибилним маркама у Босни и Херцеговини.
1920. године Соколски савез у Мостару добио је име по Шантићу. Скупштина општине Мостар 1969. године установила је Награду за књижевност „Алекса Шантић“ у част центинела његовог рођења.
Биста Алексе Шантића постављена је у парку Калемегдан у Београду, Србија.
Осамдесетих година прошлог века у његово сећање снимљен је филм под називом „Мој брат Алекса”.
По њему су назване школе у Сарајеву, Бања Луци, Калуђерици, Гајдобри, Степановићеву и Равном Тополовцу.
Јован Дучић и Алекса Шантић су били блиски пријатељи и водили су коресподенцију.

## Дела
Издато за време Шантићевог живота:
- Пјесме, Мостар, 1891

Пјесме Алексе Р. Шантића. Књига I Мостар
Штампарија Владимира М. Радовића. 1891.
- Пјесме, Мостар, 1895

Пјесме Алексе Р. Шантића. Књига II Мостар.
Штампарија Владимира М. Радовића. 1895.
- Пјесме, Мостар, 1901

Издавачка књижарница и штампарско-умјетнички завод Пахера и Кисића. 1901.
- Под маглом. Слика из горње Херцеговине. Београд, 1907

Штампа Демократска штампарија. 1907.
- Пјесме, Мостар, 1908

Штампа Штампарско-умјетнички завод Пахера и Кисића. 1908.
- Под маглом. Слика из горње Херцеговине. Мостар, 1908

Штампа Штампарско-умјетнички завод Пахера и Кисића. 1908.
Мала библиотека, књига XXX, св. 150.
- Пјесме, Београд, 1911

Штампарија Саве Раденковића и брата. 1911.
Српска књижевна задруга. књ. 135.
- Хасанагиница, 1911

Драмска слика у стиховима с пјевањем. Прештампано из Летописа Матице српске, бр. 277. 
Штампарија "Натошевић". 1911.
- На старим огњиштима, Мостар, 1913.

Пјесме. Мостар. Књижара Трифка Дудића. 1913.
- На старим огњиштима, Београд, 1914

Пјесме. Друго попуњено издање. Београд. Коло српских сестара. 1914. 
- Песме, Загреб, 1918 (Податак о години издавања према "Историји нове српске књижевности Јована Скерлића")

Песме. (Предговор написао Владимир Ћоровић). Загреб. "Књижевни југ".
(Без године, 1918), Хрватски штампарски завод
- Хасанагиница, Београд — Сарајево 1919

Драмска слика с певањем. Друго издање. Београд - Сарајево.
И. Ђ. Ђурђевић. 1919. Мала библиотека, књ. 211.
- Поздрав Војводи Степи Степановићу, Мостар 1919

Поезија, Т. Боградновић-Дудић
- Видов-дану, Мостар 1919

Поезија, Т. Боградновић-Дудић, Хрватска тискара Т. П.
- На старим огњиштима, Сарајево, 1920

Песме. Треће попуњено издање. Сарајево. Просвета. 1914. Радничка штампарија
- Под маглом, Београд — Сарајево 1920

Слика из горње Херцеговине. Београд - Сарајево. И. Ђ. Ђурђевић. 1920.
Мала библиотека, књига 150.
- Песме, Београд 1924

Издавачка књижарница Геце Кона. 1924.

### Преводилачки радови
- Лирски интермецо, Мостар, 1897

Пјесме Хајнриха Хајнеа. Превео Алекса Шантић. Мостар.
Књижарница Пахер и Кисић 1897.
- Лиирски интермецо, Мостар, 1898

Пјесме Хајнриха Хајнеа. Превео Алекса Шантић. Друго попуњено, поправљено и илустровано издање. Мостар. 
Издање књижарнице Пахер и Кисић 1898.
- Из њемачке лирике, Мостар, 1910

Штампарско-умјетнички завод Пахера и Кисића. Мостар. 1910. Мала библиотека, књ. XXXVI, св. 178-185.
- Лирски интермецо, Београд - Сарајево 1919

Превео Алекса Шантић. С предговором Марка Цара. Београд — Сарајево.
И. Ђ. Ђурђевић. 1919. Мала библиотека, књ. 199.
- Песме роба, Сватоплук Чех, Сарајево 1919

Препевао Алекса Шантић. Сарајево. Уредништво "Звона". 1919.
- Виљем Тел. Београд, 1922

Позоришна игра у 5 чинова. Јохан Христоф Фридрих фон Шилер. С немачког превео Алекса Шантић. Београд. 1922. 
Српска књижевна задруга, књ. 167.
- Из Хајнеове лирике, Мостар, 1923

Књижарница Трифка Дудића. 1923.